# Neue Synagoge (Dąbrowa Tarnowska)

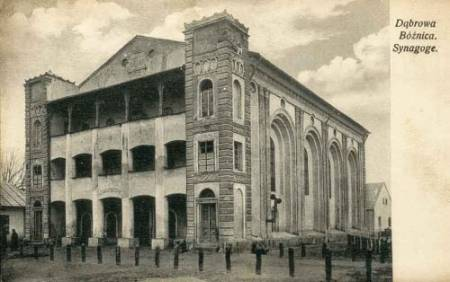
Neue Synagoge in den 1930er Jahren

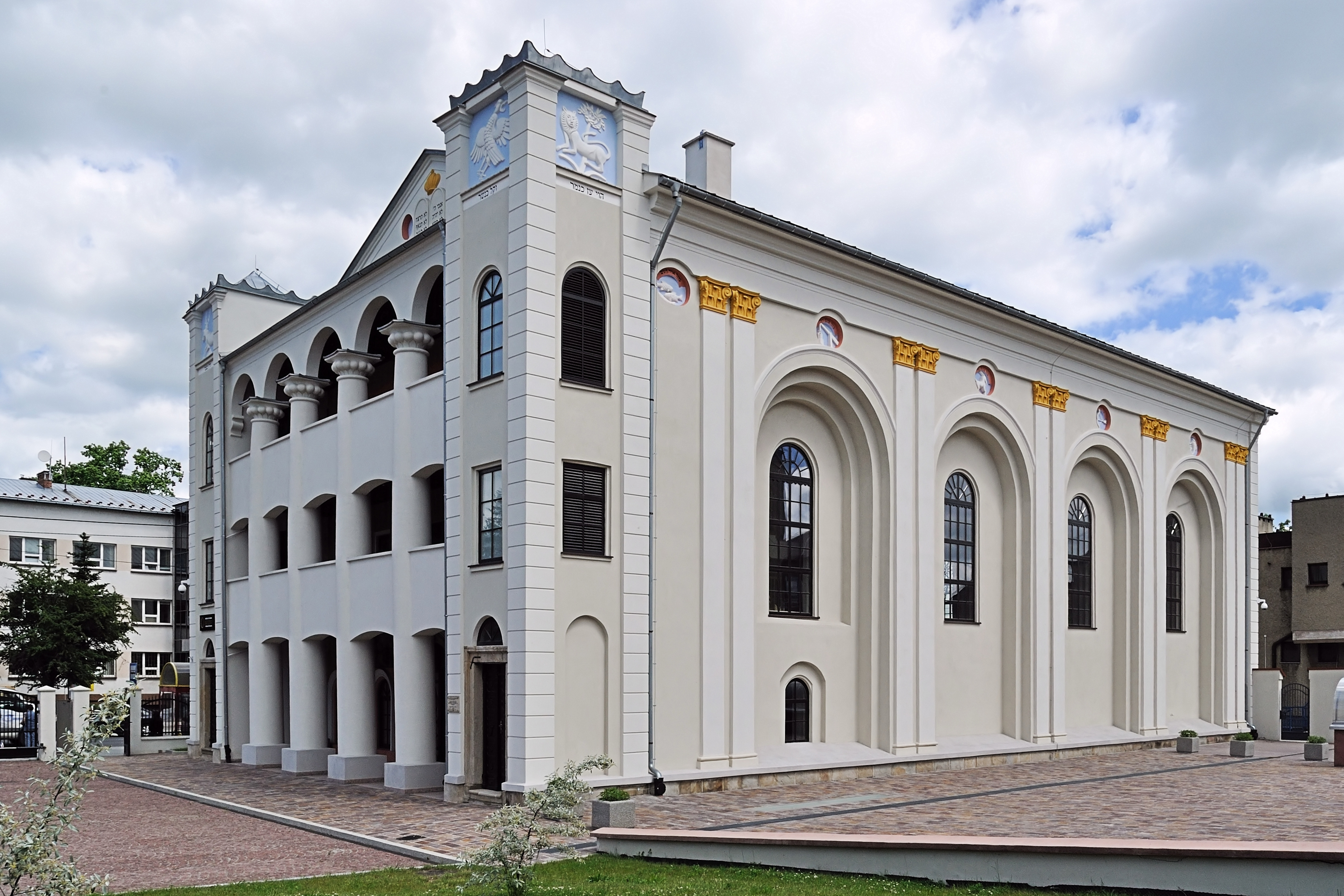
Neue Synagoge in Dąbrowa Tarnowska (2013)

Die Neue Synagoge in Dąbrowa Tarnowska, einer polnischen Stadt in der Woiwodschaft Kleinpolen, wurde in den 1860er Jahren errichtet. Die profanierte Synagoge mit der Adresse ul. Berka Joselewicza 8 ist seit 1989 ein geschütztes Kulturdenkmal.

## Beschreibung
Die Synagoge wurde nach Plänen des Architekten Abraham Goldstein erbaut und von Eisek Stern finanziert. Sie ist im Inneren reich mit polychromen Blumen und Tieren dekoriert. Die Fassade besitzt zwei Türme, in denen sich Eingänge befinden. Von hier führen Treppen zur Frauenempore. Das Gebäude wurde während des Ersten Weltkriegs schwer beschädigt und danach wieder hergestellt.
Während des Zweiten Weltkriegs wurde die Synagoge von deutschen Besatzern verwüstet und als Kaufhaus zweckentfremdet.
In den 1970er Jahren wurde die Stadt Eigentümer der Synagoge.
Im renovierten Synagogengebäude wurde im Jahr 2012 ein jüdisches Museum eröffnet, das die jüdische Geschichte der Region darstellt.

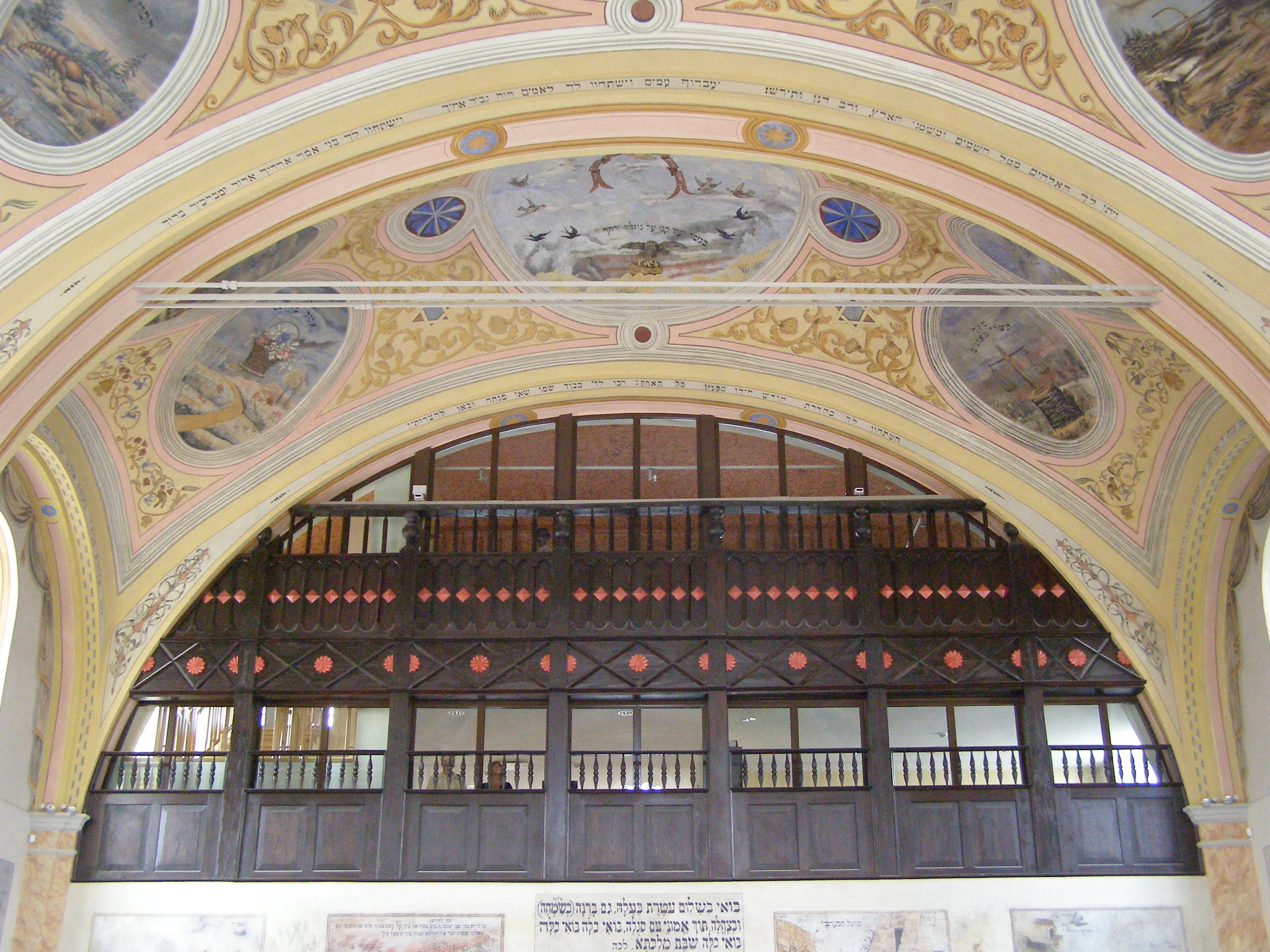
Innenansicht mit Frauenempore
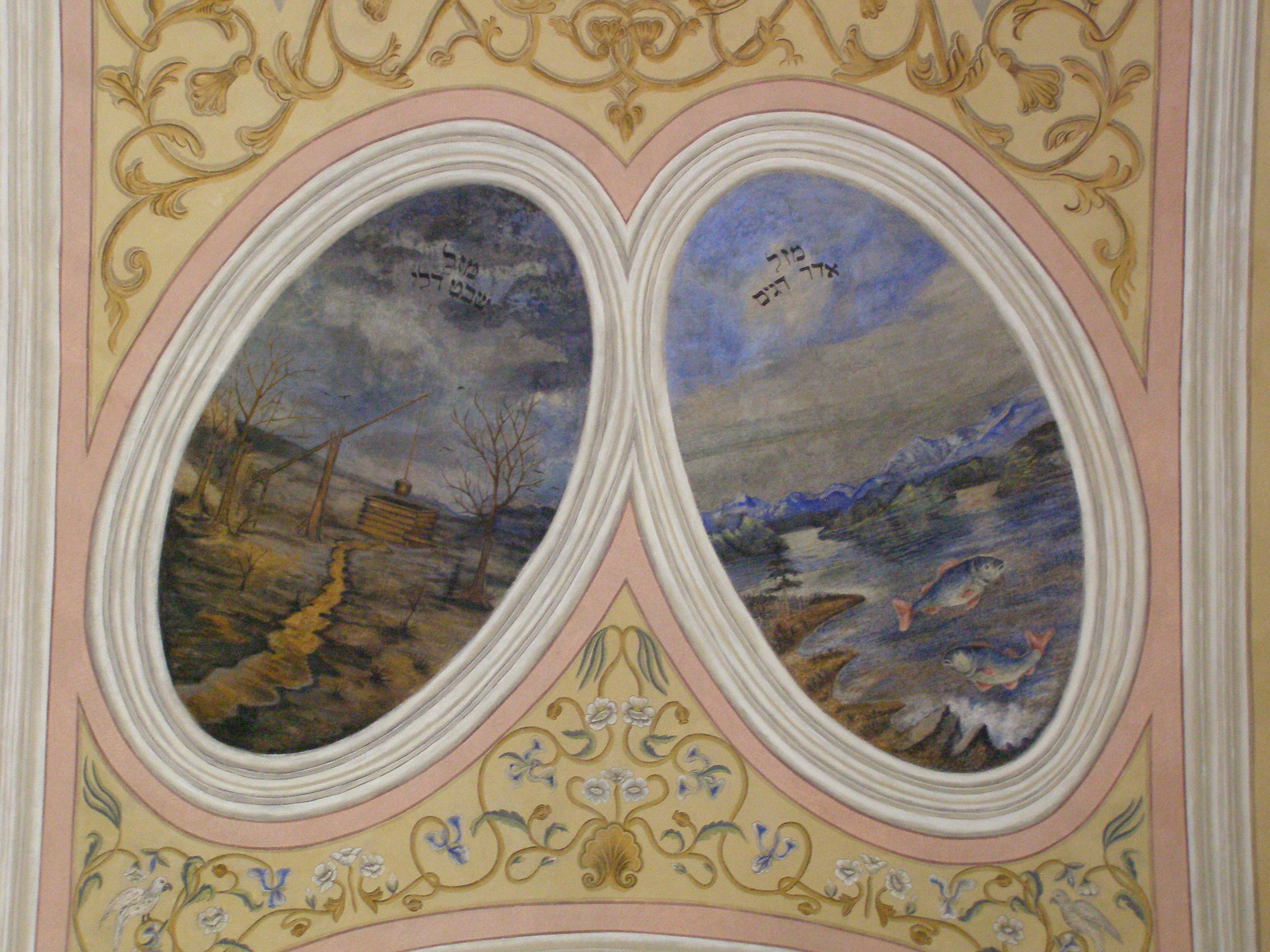
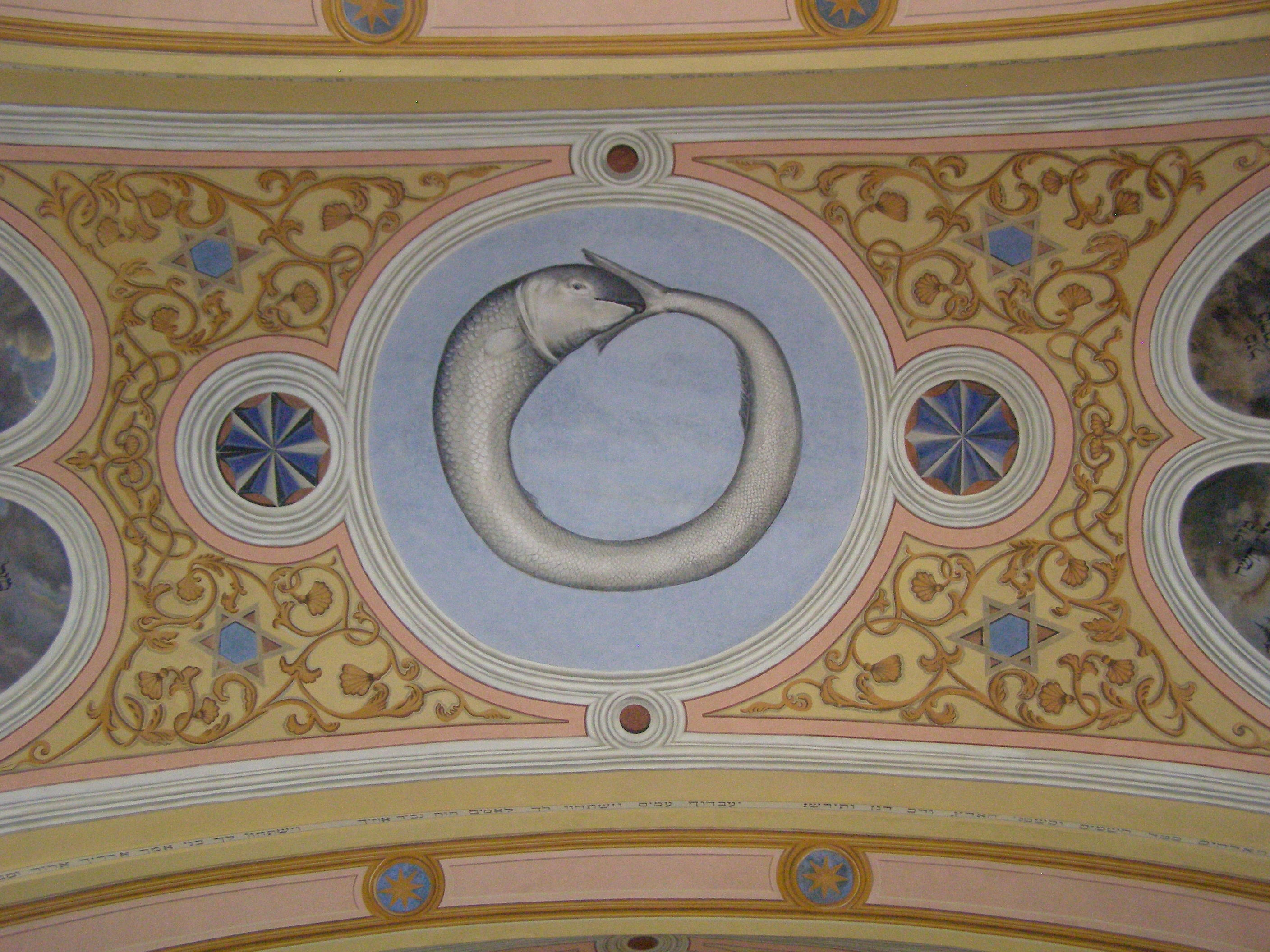
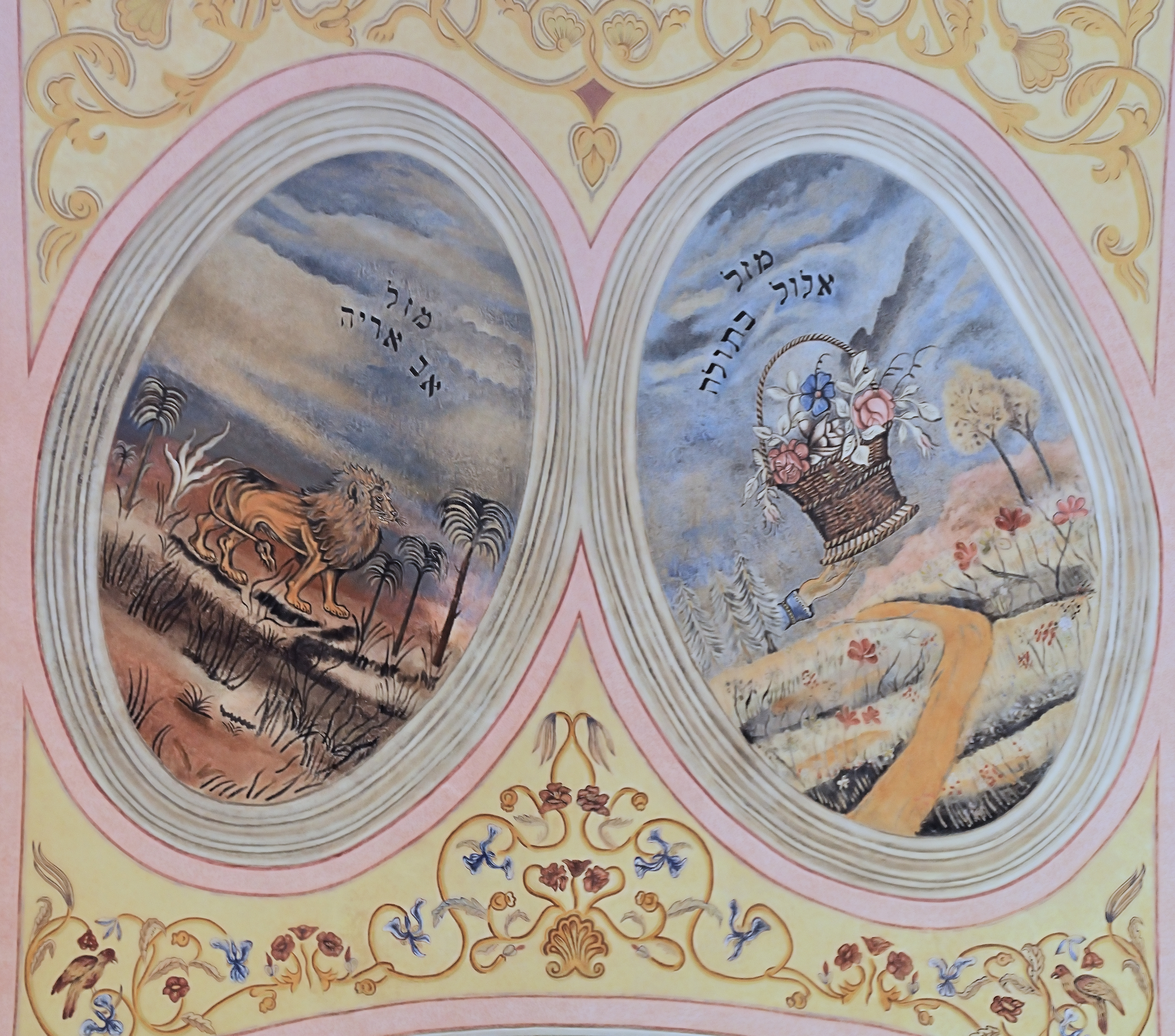